# Sad Café
Sad Café är ett brittiskt rockband som bildades 1976 i Manchester. Sad Café nådde stor framgång i Storbritannien i slutet av 1970-talet och början av 1980-talet.

## Historik
Sad Café bildades som ett resultat av att medlemmarna i Manchester-rockgrupperna Mandalaband och Gyro slog sig samman. Bandets ursprungliga medlemmar var Paul Young (sång), Ian Wilson (gitarr), Vic Emerson (keyboard), Ashley Mulford (gitarr), John Stimpson (elbas) och Tony Cresswell (trummor). Harvey Lisberg, mest känd som manager för 10cc, ordnade bandets första skivkontrakt. Eric Stewart från 10cc producerade bandets tredje album, Facades.
Sad Café är mest kända för singlarna Every Day Hurts, Strange Little Girl, My Oh My och I'm in Love Again, som alla nådde topp 40 på UK Singles Chart. Även singlarna Run Home Girl och La-Di-Da intog Billboard Hot 100 i USA.
Bandet splittrades ursprungligen 1990, men återförenades som hastigast 1998 och ytterligare en gång 2000. De kvarvarande bandmedlemmarna anordnade då en minneskonsert för sångaren Paul Young, som avled 15 juli 2000. Sedan 2018 har Sad Café åter varit aktiva.

## Diskografi
Studioalbum
- 1977 – Fanx Ta-Ra
- 1978 – Misplaced Ideals
- 1978 – Misplaced Ideals (utgiven enbart i USA)
- 1979 – Facades
- 1980 – Sad Café
- 1981 – Olé
- 1985 – Politics of Existing
- 1989 – Whatever It Takes